# The Ghosts of Highway 20
The Ghosts of Highway 20 è il dodicesimo album in studio della cantautrice statunitense Lucinda Williams, pubblicato nel 2016.

## Tracce

### Disco 1
Testi e musiche di Lucinda Williams, except where noted.
1. Dust (testo: Miller Williams, musica e testo agg.: Lucinda Williams) – 6:19
2. House of Earth (testo: Woody Guthrie) – 5:28
3. I Know All About It – 5:46
4. Place in My Heart – 5:13
5. Death Came – 6:14
6. Doors of Heaven – 5:33
7. Louisiana Story – 9:05

### Disco 2
Testi e musiche di Lucinda Williams, eccetto dove indicato.
1. Ghosts of Highway 20 – 7:20
2. Bitter Memory – 4:07
3. Factory (Bruce Springsteen) – 4:01
4. Can't Close the Door on Love – 5:36
5. If My Love Could Kill – 5:09
6. If There's a Heaven – 3:34
7. Faith & Grace (tradizionale) – 12:44

## Formazione
- Lucinda Williams - voce, chitarra acustica, chitarra elettrica, cori
- Carlton "Santa" Davis - batteria
- Bill Frisell - chitarra elettrica
- Greg Leisz - chitarra acustica, chitarra elettrica
- Val McCallum - chitarra elettrica
- Butch Norton - batteria, percussioni, cori
- Ras Michael - cori, percussioni
- David Sutton - basso, cori